# Christian Orlainsky
Christian Orlainsky (* 17. Februar 1962 in Tschagguns, Vorarlberg) ist ein ehemaliger österreichischer Skirennläufer. Der Spezialist für die technischen Disziplinen Slalom und Riesenslalom gewann im Weltcup ein Rennen und stand weitere siebenmal auf dem Podest. Bei Olympischen Spielen und Weltmeisterschaften fuhr der zweifache österreichische Riesenslalommeister zweimal unter die besten 15.

## Biografie
Nach ersten Erfolgen im Nachwuchsbereich – er wurde 1974 und 1975 Österreichischer Schülermeister in Slalom und Riesenslalom und gewann 1975 den Riesenslalom des Trofeo Topolino – bestritt der damals 16-Jährige in der Saison 1978/79 seine ersten Weltcuprennen. In seinem zweiten Rennen, dem Riesenslalom von Kranjska Gora vom 23. Dezember 1978, kam er mit hoher Startnummer 57 auf Rang 6. Dem folgte am 5. Februar 1979 (mit erneuter hoher Startnummer 49) Rang 4 beim Slalom von Jasná, wobei er im ersten Lauf noch auf Rang 8 gelegen war. Mit diesen und weiteren guten Resultaten fand er auch gleich Anschluss an die Weltspitze. Im selben Winter wurde er in Achenkirch Junioreneuropameister in Slalom und Riesenslalom und in Bad Gastein österreichischer Meister im Riesenslalom.
In der Saison 1979/80 stand Orlainsky als Dritter der Slaloms von Chamonix und Cortina d’Ampezzo bereits zweimal auf dem Podest. Mit drei weiteren Top-10-Resultaten erreichte er den sechsten Platz im Slalomweltcup, im Riesenslalom fuhr er zweimal unter die schnellsten zehn. Bei den Olympischen Winterspielen 1980 in Lake Placid wurde Orlainsky zunächst 13. im Riesenslalom, fiel vier Tage später im Slalom jedoch nach zweitbester Zwischenzeit im ersten Durchgang aus. Im nächsten Winter war Orlainsky im Riesenslalom erfolgreicher und feierte am 4. Jänner 1981 in Ebnat-Kappel seinen einzigen Weltcupsieg, wobei er mit Startnummer 23 und nach dem ersten Lauf auf Rang 9 liegend, seinem Teamkollegen Hans Enn noch den sicher geglaubten Sieg wegschnappte. Er war damals 18 Jahre und elf Monate alt, womit er bis heute der jüngste österreichische Alpin-Weltcupsieger ist. In derselben Saison wurde Orlainsky in Adelboden Zweiter und schließlich Sechster im Riesenslalomweltcup. Auch im Slalom stand er einmal auf dem Podest, als Dritter des Hahnenkamm-Slaloms in Kitzbühel, womit er den zehnten Platz im Gesamtweltcup erreichte.
Die Saison 1981/82 verlief etwas weniger erfolgreich. Im Weltcup waren je ein fünfter Platz im Slalom von Garmisch-Partenkirchen bzw. im Riesenslalom von Kranjska Gora seine besten Resultate und bei den Weltmeisterschaften 1982 in Schladming kam er nur im Riesenslalom als 15. ins Ziel. In der Saison 1982/83 konnte sich der Vorarlberger nochmals steigern. Die Saison begann er mit einem zehnten Platz im ersten Super-G der Weltcupgeschichte in Val-d’Isère. Am 22. Dezember 1982 erreichte er mit Platz zwei in der Kombination der 3-Tre-Rennen von Madonna di Campiglio wieder einen Podestplatz. In der Kombination waren dies seine einzigen Weltcuppunkte überhaupt, denn Orlainsky nahm kaum an Abfahrten teil. Im Jänner und Februar erreichte er weitere zwei Podestplätze in den Slaloms von Kitzbühel und Le Markstein, womit er Zehnter im Slalomweltcup und 15. im Gesamtweltcup wurde.
In den nächsten Jahren konnte Orlainsky wegen mehrerer Verletzungen kaum noch an seine früheren Leistungen anschließen. In der Saison 1983/84 musste er fast drei Monate pausieren, weshalb er auch die Olympischen Spiele in Sarajevo versäumte, und zu Beginn des nächsten Winters wurde seine Karriere erneut durch eine Verletzung unterbrochen, worauf er vorwiegend im Europacup und einige Zeit nur sporadisch im Weltcup zum Einsatz kam. Im Winter 1986/87 nahm Orlainsky wieder an allen Weltcupslaloms teil, erreichte aber nicht mehr die Konstanz früherer Jahre und so blieb ein siebenter Platz in Kranjska Gora sein einziges Top-10-Ergebnis. In der Saison 1987/88 gewann er zwar die Slalomwertung im Europacup und wurde Österreichischer Meister im Riesenslalom, im Weltcup konnte er sich aber nicht entscheidend steigern und mit zwei Top-10-Platzierungen gelang ihm innerhalb der österreichischen Mannschaft nicht die Qualifikation für die Olympischen Spiele in Calgary. Nach dem Winter gab er seinen Rücktritt bekannt.
Von 1990 bis 1993 nahm Orlainsky wieder an Wettkämpfen teil, diesmal aber bei Profirennen in den Vereinigten Staaten, und feierte dort noch einige Erfolge. 1990 gewann er zwei Slaloms in Vail und im kalifornischen Skigebiet Snow Summit und bis 1992 stand er weitere sechsmal auf dem Podest.
Orlainsky ist verheiratet, hat zwei Söhne und arbeitet als Devisenhändler.

## Erfolge

### Olympische Winterspiele
(zählten zugleich als Weltmeisterschaften)
- Lake Placid 1980: 13. Riesenslalom

### Weltmeisterschaften
- Schladming 1982: 15. Riesenslalom

### Junioreneuropameisterschaften
- Achenkirch 1979: 1. Slalom, 1. Riesenslalom

### Weltcup
- Saison 1979/80: 6. Slalomweltcup
- Saison 1980/81: 10. Gesamtweltcup, 6. Riesenslalomweltcup
- Saison 1982/83: 10. Slalomweltcup
- 8 Podestplätze, davon 1 Sieg:

| Datum          | Ort          | Land    | Disziplin    |
| -------------- | ------------ | ------- | ------------ |
| 4. Jänner 1981 | Ebnat-Kappel | Schweiz | Riesenslalom |

### Europacup
- Gewinn der Slalomwertung in der Saison 1987/88
- 10 Podestplätze, davon 5 Siege:

| Saison  | Ort              | Land        | Disziplin      |
| ------- | ---------------- | ----------- | -------------- |
| 1981/82 | Borowez          | Bulgarien   | Slalom         |
| 1981/82 | Zauchensee       | Österreich  | Slalom         |
| 1984/85 | Berchtesgaden    | Deutschland | Slalom         |
| 1984/85 | Corno alle Scale | Italien     | Parallelrennen |
| 1987/88 | Golte            | Jugoslawien | Slalom         |

### Österreichische Meisterschaften
- Österreichischer Meister im Riesenslalom 1979 (14. Februar 1979 in Bad Gastein) und 1988 (5. Februar 1988 am Hochkar bei Göstling an der Ybbs).

### US-Pro-Tour
- 2 Siege (Slaloms in Vail und Snow Summit 1990) und weitere sechs Podestplätze